# Gil (football, 12-06-1987)
Pour les articles homonymes, voir Gil.
Carlos Gilberto Nascimento Silva ou plus simplement Gil, né le 12 juin 1987, est un footballeur international brésilien qui évolue au poste de défenseur central au Santos FC.

## Biographie
Gil a été formé à l'Americano Futebol Clube, club où il a fait ses débuts professionnels. Après quatre saisons dans son club formateur et un passage à l'Atlético Goianiense, il signe en 2009 au Cruzeiro.
Auteur de deux saisons pleines, il rejoint la France à l'été 2011 et signe pour 3 millions d'euros à Valenciennes, où Cláudio Caçapa l'avait recommandé. Dans ce club, il arrive avec la lourde tâche de succéder à Milan Biševac.
Il fait ses débuts en Ligue 1 le 10 septembre 2011 contre l'AC Ajaccio. Après quelques soucis d'adaptation, Gil finit par s'intégrer à l'effectif avec l'aide de son compatriote Rafael et devient titulaire au fil des matchs. Le 18 février, il inscrit son premier but au Vélodrome contre l'Olympique de Marseille (1-1).
Lors du mercato hivernal 2013, il décide de rester au Brésil et ne se présente pas à la reprise de l'entrainement début janvier, une attitude qu'il a déjà exprimé six mois auparavant lors du mercato estival, prétextant des raisons familiales. La situation provoque la colère du président valenciennois Jean-Raymond Legrand qui déclare ne plus avoir confiance en lui. Le 10 janvier 2013, Gil s'engage avec les Corinthians.
Le 11 octobre 2014, il obtient sa première sélection en équipe nationale, lors d'un Superclásico.
Il rejoint ensuite le Shandong Luneng en 2016 en Chinese Super League.

## Carrière de joueur
| Saison                | Club                  | Championnat           | Championnat | Championnat | Coupe nationale | Coupe nationale | Coupe de la Ligue | Coupe de la Ligue | Compétition(s) continentale(s) | Compétition(s) continentale(s) | Compétition(s) continentale(s) | Championnat des États | Championnat des États | Brésil | Brésil | Total | Total |
| Saison                | Club                  | Division              | M.          | B.          | M.              | B.              | M.                | B.                | Comp.                          | M.                             | B.                             | M.                    | B.                    | M.     | B.     | M.    | B.    |
| 2009                  | Cruzeiro              | Brasileirão           | 19          | 0           | -               | -               | -                 | -                 | -                              | -                              | -                              | -                     | -                     | -      | -      | 19    | 0     |
| 2010                  | Cruzeiro              | Brasileirão           | 24          | 1           | -               | -               | -                 | -                 | CL                             | 10                             | 0                              | -                     | -                     | -      | -      | 34    | 1     |
| 2011                  | Cruzeiro              | Brasileirão           | 15          | 0           | -               | -               | -                 | -                 | CL                             | 8                              | 0                              | -                     | -                     | -      | -      | 23    | 0     |
| Sous-total            | Sous-total            | Sous-total            | 58          | 1           | -               | -               | -                 | -                 | -                              | 18                             | 0                              | -                     | -                     | -      | -      | 76    | 1     |
| 2011-2012             | Valenciennes FC       | Ligue 1               | 25          | 1           | 2               | 0               | 1                 | 0                 | -                              | -                              | -                              | -                     | -                     | -      | -      | 28    | 1     |
| 2012-2013             | Valenciennes FC       | Ligue 1               | 15          | 1           | -               | -               | -                 | -                 | -                              | -                              | -                              | -                     | -                     | -      | -      | 15    | 1     |
| Sous-total            | Sous-total            | Sous-total            | 40          | 2           | 2               | 0               | 1                 | 0                 | -                              | -                              | -                              | -                     | -                     | -      | -      | 43    | 2     |
| 2013                  | Corinthians           | Brasileirão           | 36          | 0           | 4               | 0               | -                 | -                 | CL                             | 10                             | 0                              | -                     | -                     | -      | -      | 50    | 0     |
| 2014                  | Corinthians           | Brasileirão           | 34          | 4           | 6               | 0               | -                 | -                 | -                              | -                              | -                              | -                     | -                     | 3      | 0      | 43    | 4     |
| 2015                  | Corinthians           | Brasileirão           | 14          | 1           | -               | -               | -                 | -                 | CL                             | 10                             | 0                              | 8                     | 0                     | -      | -      | 32    | 1     |
| Sous-total            | Sous-total            | Sous-total            | 84          | 5           | 10              | 0               | -                 | -                 | -                              | 20                             | 0                              | 8                     | 0                     | 3      | 0      | 125   | 5     |
| Total sur la carrière | Total sur la carrière | Total sur la carrière | 182         | 8           | 12              | 0               | 1                 | 0                 | -                              | 38                             | 0                              | 8                     | 0                     | 3      | 0      | 244   | 8     |

## Palmarès
- Championnat du Brésil : 2015